# حجت‌آباد (نیمروز)
حجت‌آباد، روستایی در دهستان ادیمی بخش مرکزی شهرستان نیمروز در استان سیستان و بلوچستان ایران است.

## جمعیت
بر پایه سرشماری عمومی نفوس و مسکن در سال ۱۳۹۵، جمعیت این روستا برابر با ۳۹۷ نفر (۱۰۴ خانوار) بوده‌است.